# 曼谷站
曼谷站（轉寫：sahtaːniː raht(a)-vai krung deːb(a)，派汶拼音：sà-tǎa-nii rót-fai Grung-têep，皇家轉寫：Sathani Krung Thep），又称華喃峰車站（轉寫：hwːȃ laːṁ-bong，派汶拼音：Hǔua Lam-poong，皇家轉寫：Hua Lamphong），位於泰國首都曼谷的巴吞旺縣，在1916年6月25日開始營運，以前取代1897年建造的目甲訕車站。第二次世界大戰期間，盟軍試圖炸毀它，然而誤中鄰近軍甲盛路的「京華大旅社 Srikrung Hotel」。它擁有14個月臺，26個售票亭及兩塊電動展板。華喃峰車站提供超過130班列車，每天接待近60000位乘客。自2004年以來，該站已建設地下通道接通曼谷地鐵系統。北線川行至喃邦及清邁；南線可經北海到新加坡；東線川行至亚兰，貼近柬埔寨邊境；東北線川行至廊开，貼近老撾邊境。2023年1月19日起，本站始发部分长途列车改由曼谷阿皮瓦中央车站始发终到。

## 命名

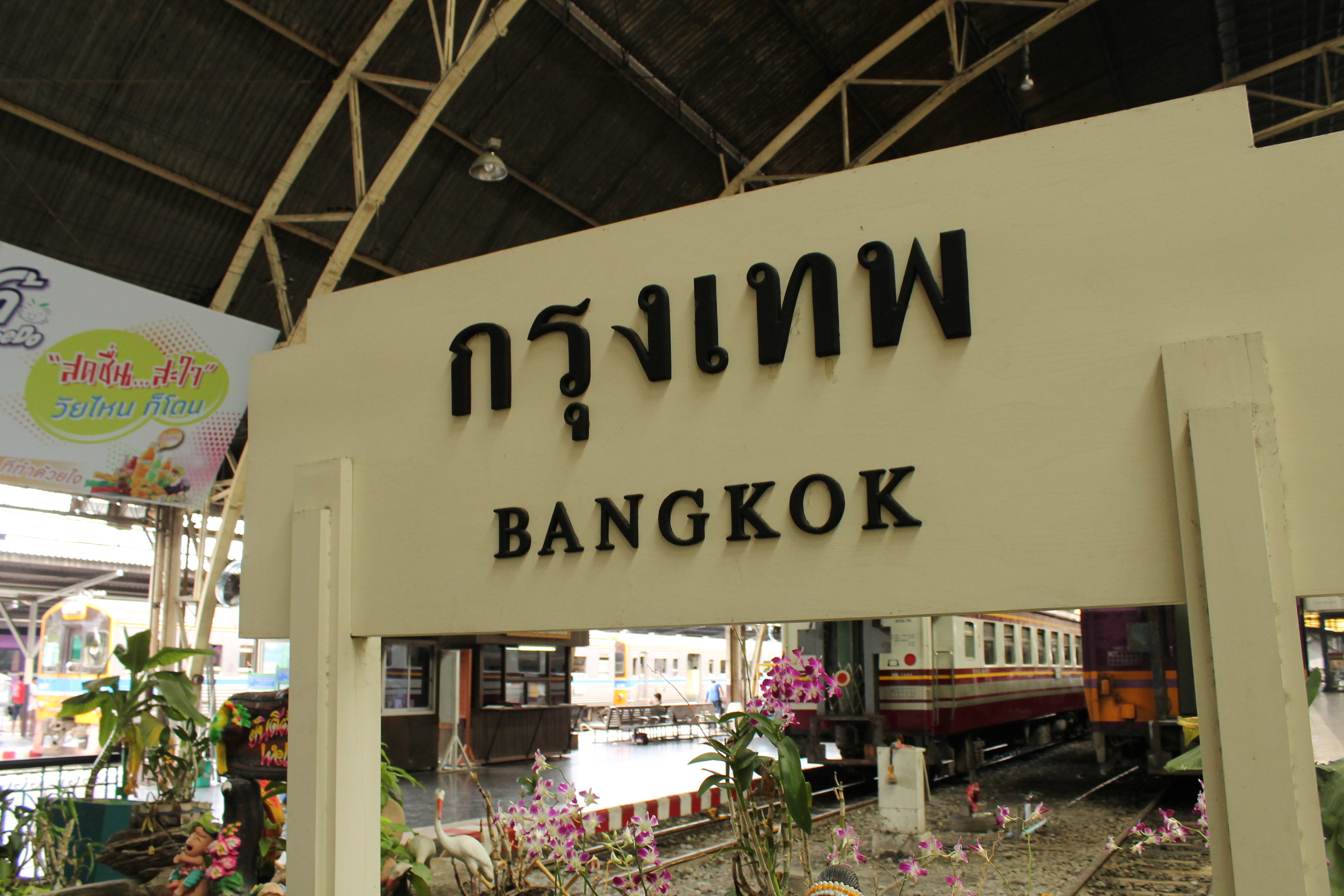
车站站名牌，可见英文名称为曼谷"Bangkok"

车站的泰语官方名称为恭貼站（“恭貼”为曼谷的泰语名称），而英语及法語称则为曼谷站。
華喃峰車站（英語：Hua Lamphong Railway Station）是车站的非正式名称，但是广泛的被曼谷当地居民、旅行者使用，当地的旅游资料也将曼谷车站称作“華喃峰車站”。然而在泰国的地方，估忒站相比華喃峰車站而言仍旧是最为广为接受的名称。

## 概况
车站经过6年的建设于1916年6月25日开通。车站地址原先用于泰国国家铁路的车辆整备中心，后于1910年6月被迁移至目甲訕，车站原址的附近设有泰国首条铁路的开通纪念碑。
车站站房为意大利新文藝復興建築，以木制的屋顶和彩色玻璃装饰。车站的设计主要归因于都灵出生、于20世纪在曼谷留下大量作品的建筑师马里奥·塔马尼奥和其同乡安尼巴莱·里戈蒂，他们还在曼谷设计了泰国银行博物馆、阿南达沙玛空皇家御会馆、皇家田等建筑。

## 车站构造
曼谷站设有14个港湾式站台，12条股道。车站站房位于股道南侧，设有26个售票处，2个电子显示屏。车站北侧设有车辆整备所，为机车、车辆的日常存放、检修用。

### 楼层分布
| G     | 长途列车站台 | 12座港湾式站台           |
| G     | 联外区       | 大堂、候车室、售票、商店 |
| B1-B2 | 地铁站       | 通道、售票处、站台       |

- 售票大厅
- 车站大堂
- 车站站台
- 站台北侧的整备场

## 利用状况

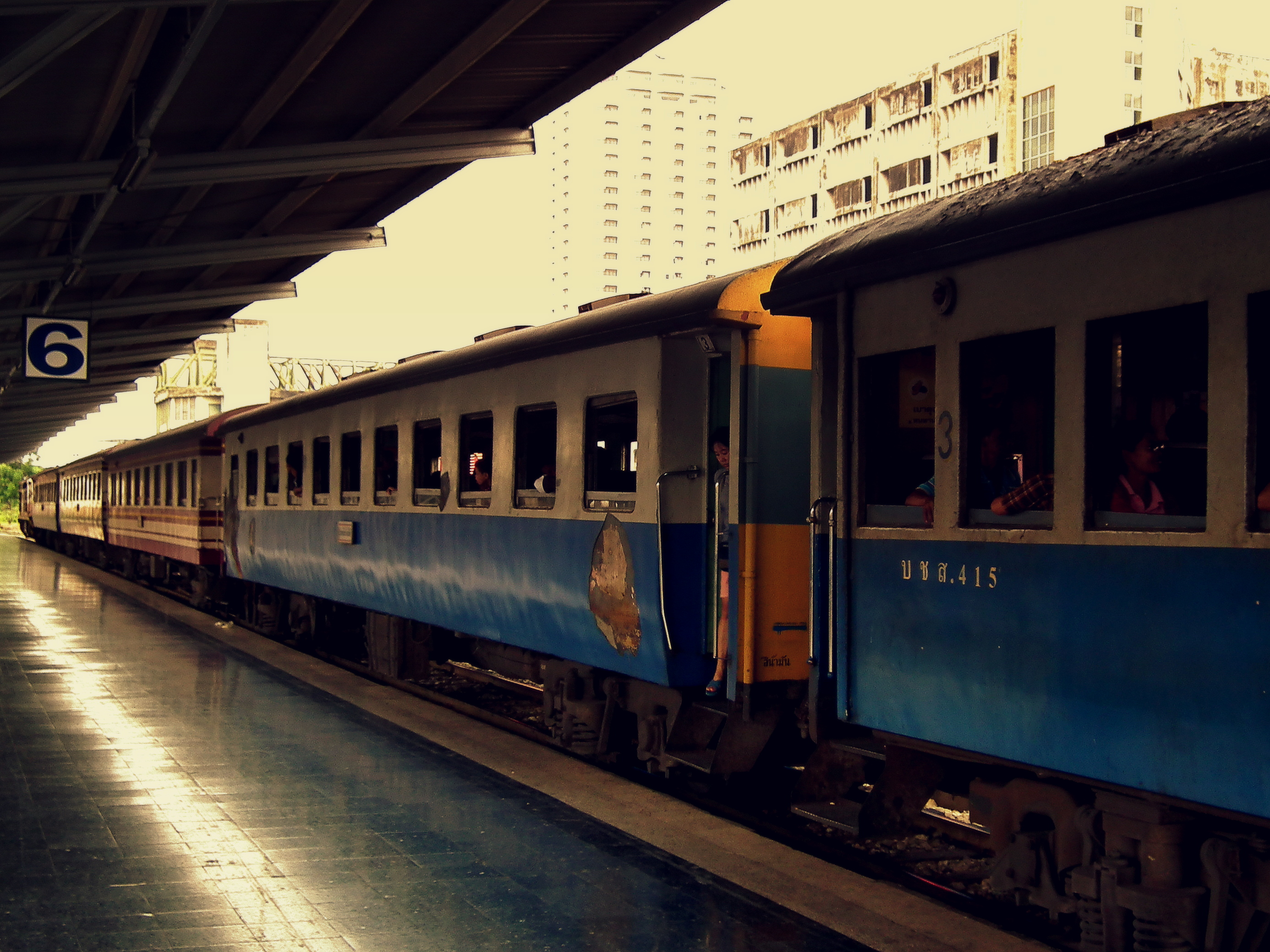
列车停靠在站台上

曼谷站是曼谷铁路运输的重要车站，每日接发超过130辆列车，发送大约6万名旅客。客流组成方面，一般以长途列车旅客为主，同时辅以一部分使用曼谷近郊铁路系统的通勤旅客。同时，因空旷的候车大厅有时会成为流浪汉的宿营地，车站空调会于晚上10至次日早上6时关闭，空调关闭期间车站内的环境会变得非常炎热和潮湿。
曼谷站同时是往来曼谷与新加坡兀兰火车关卡间亞洲東方快車的始发站。

## 接驳交通

### 地铁

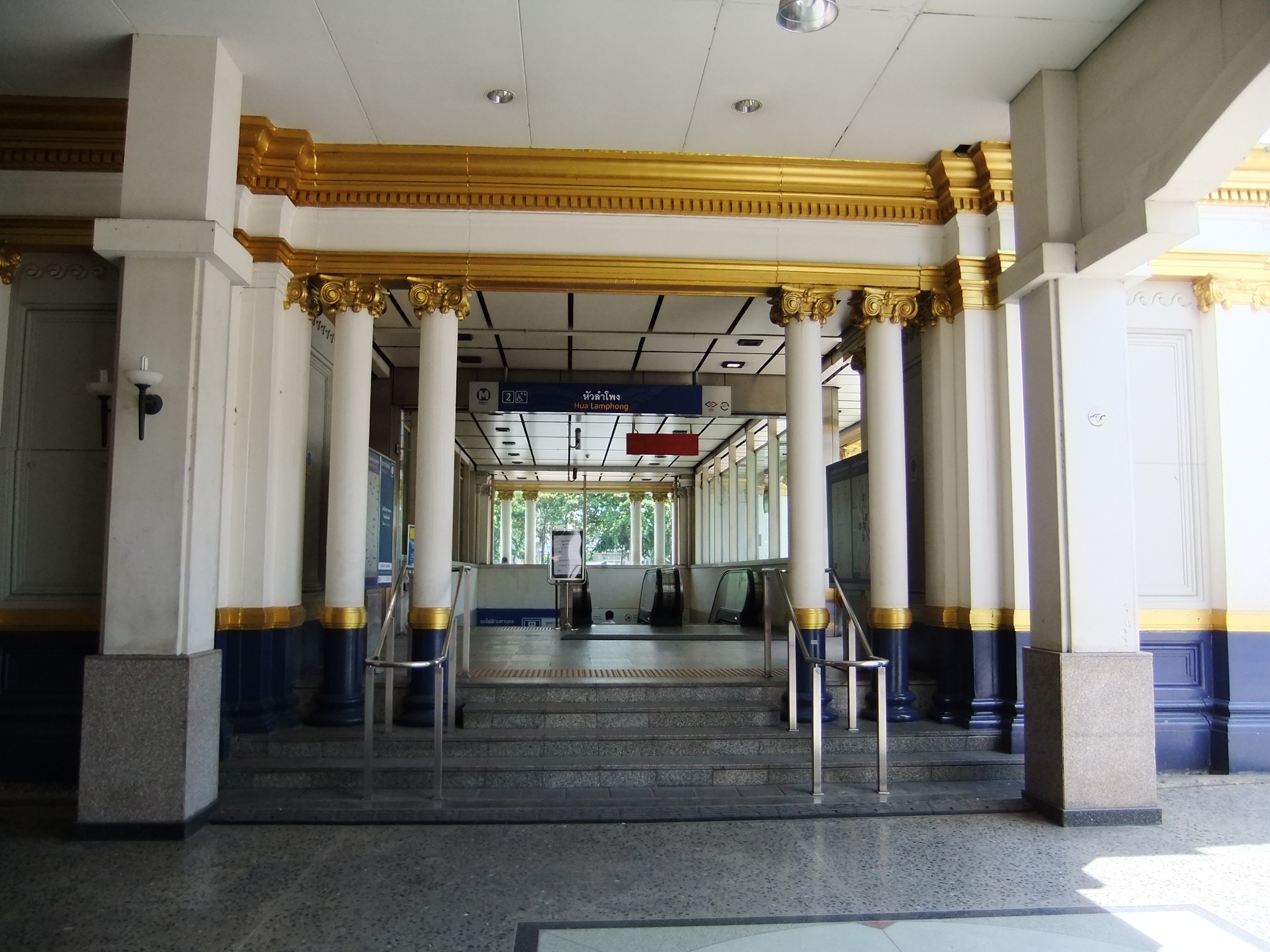
MRT华喃峰站的设在曼谷站站房的一个出站口

华喃峰站是曼谷地铁蓝线的一个车站，位于拍喃四路地下、国铁曼谷站以南，站碼為HUA。乘客可乘坐蓝线至沿途各站。

## 外部連結
- 2008年11月華喃峰車站的影像